# Neoperla pilosella
Neoperla pilosella är en bäcksländeart som beskrevs av František Klapálek 1905. Neoperla pilosella ingår i släktet Neoperla och familjen jättebäcksländor. Inga underarter finns listade i Catalogue of Life.